# Léocadie de Tolède
Léocadie de Tolède ou sainte Léocadie est une sainte chrétienne, vierge et martyre espagnole du IVe siècle. Léocadie est la patronne de Tolède de temps immémorial. Sa fête est fixée au 9 décembre. 
Son nom n'est pas mentionné par Prudence dans son hymne aux martyrs d'Espagne. En revanche, une église était consacrée à Sainte Léocadie à Tolède dans l'ancien temps,,.
De sa vénération, la Catholic Encyclopedia écrit que : « Bien avant cette date, par conséquent, Léocadie a dû être publiquement honorée en tant que martyre. La basilique en question a été érigée par-dessus sa tombe. Il n'y a aucun doute concernant son martyre, bien que le 9 décembre repose sur la tradition de l'église de Tolède. Des Actes récemment compilés rapportent que Léocadie fût remplie d'un désir pour le martyr après avoir pris connaissance du martyre que vécut Sainte Eulalie »,,.
Sur ordre du gouverneur, Dacien, décrit dans le martyrologe comme le persécuteur le plus violent des chrétiens en Espagne, elle fût saisie et cruellement torturée dans le but qu'elle renonce à sa foi, or, elle demeura inébranlable et renvoyée en prison où elle succomba à ses blessures,,,.

## Histoire
Les premières sources hagiographiques remontent probablement au Ve siècle. Il est dit que Léocadie serait issue de la noblesse de Tolède. Dès sa plus tendre enfance, elle voue un amour et une dévotion immense au Seigneur Jésus-Christ. Elle fait figure de modèle d’innocence et de piété. En grandissant, elle affiche fièrement sa foi et contribue à répandre la Bonne-Nouvelle autour d’elle, elle essaie de convertir les cœurs. 
Malheureusement, au IVe siècle, les chrétiens étaient persécutés par l'empereur Dioclétien, en Espagne. Les autorités l’arrêtent donc à cause de sa foi et lui ordonnent de renier son amour pour le Christ. Elle tient bon et refuse catégoriquement, réaffirmant toujours son appartenance à la religion catholique. Léocadie dit être la servante de Jésus-Christ et en être honorée. Elle est alors humiliée en étant mise nue, et fouettée, sur la place publique, comme une esclave. Après cela, elle est jetée, inanimée, en prison. Elle est à nouveau torturée. Léocadie meurt peu de temps après, en 303, après avoir prié le Sauveur de la retirer du monde et de la soulager de ses souffrances physiques. 
Selon la tradition, il s'agirait de Dacien, préfet romain d'Hispanie et gouverneur de Bétique, qui appliqua en Hispanie le décret de Dioclétien ordonnant la persécution des chrétiens et fût responsable de leur emprisonnement, et, finalement, de leur martyre.

## Reliques
Léocadie fût enterrée près de Tage, où un culte jaillira autour de sa tombe. On pense qu'une basilique fût construite au IVe siècle, rénovée en 618 par Sisebut. Au VIIe, son culte se développa. 
Pendant le règne d'Alphonse X, la prison où elle proclamait avoir été incarcérée portait encore les preuves de son habitation. Un témoin récent rapporte : « Il existait encore, et nous l'avons touché, un signe de croix imprimé dans la pierre puisque la martyre imprégnait les murs avec ses doigts ce signe de notre rédemption ».
Au IXe siècle, ses reliques furent déplacées lors des persécutions d'Abd al-Rahman II. Elles furent déplacées à Oviedo, Alphonse II y fit bâtir une basilique en son honneur. Au XIe siècle, un comte de Hainaut se rendit en Espagne. Il lutta aux côtés d'Alphonse VI dans les campagnes de la Reconquête, et reçut les reliques de Sainte Léocadie ainsi que les reliques de Saint Sulpice en récompense. D'Oviedo, les reliques furent transportées en Flandre au XIIe siècle. 
Ses reliques prirent place à l'abbaye bénédictine de Saint-Ghislain, en Belgique. Elles y furent vénérées par Philippe Ier le Beau et Jeanne la Folle, qui récupéra un tibia de la sainte pour Tolède. L'abbaye de Saint-Ghislain souffrit de déprédations lors des guerres du XVIe siècle. Ferdinand Alvare de Tolède essaya en vain de sauver le reste des reliques. Grâce à Philippe II, les moines acceptèrent de remettre les reliques au prêtre jésuite Miguel Hernández, natif de la province de Tolède, en 1583. Il les emporta à Rome en 1586. Elles furent amenées à Valence par la mer, et arrivèrent finalement à Tolède par Cuenca. En avril 1587, Philippe II présida une cérémonie solennelle commémorant la dernière transaction des reliques à Tolède,,.
La petite commune de Léocadie, entre Braga et Guimarães au nord du Portugal porte son nom.

## Iconographie

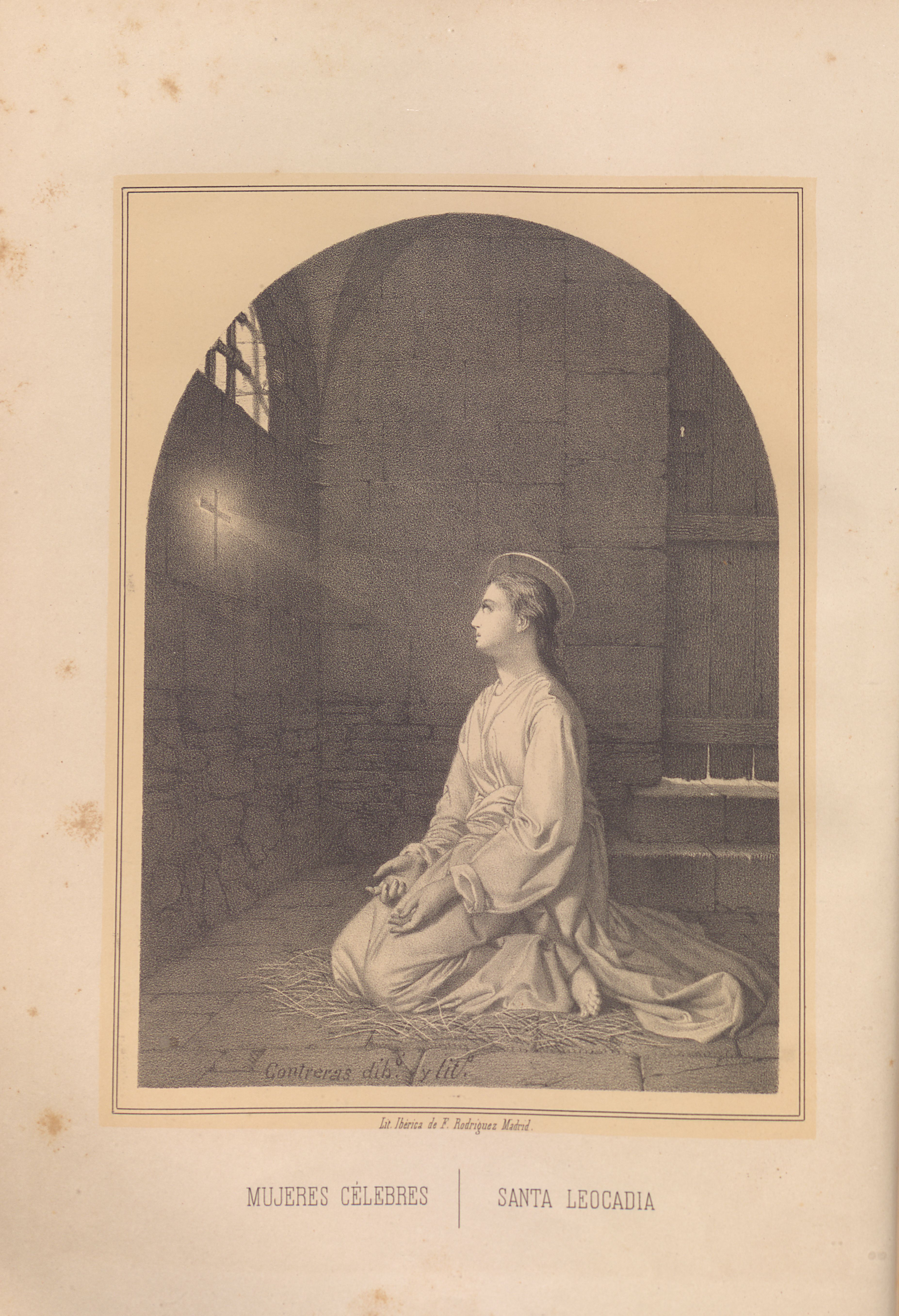
Sainte Léocadie emprisonnée dans une lithographie du XIXe siècle.

Sainte Léocadie est représentée avec une croix qu'elle a dessiné sur le rocher en prison, ainsi qu'avec la palme du martyr. Elle est également représentée devant le préteur ou emprisonnée. En d'autres occasions, elle est représentée dans son apparition à Ildefonse de Tolède. Enfin, elle est représentée avec une tour, pour avoir péri en prison.

## Église Sainte-Léocadie
La tradition tolédane veut que l'Église Sainte-Léocadie de Tolède soit érigée sur le terrain de la maison où naquit la sainte, duquel dépend une petite crypte, dans laquelle Léocadie priait. 

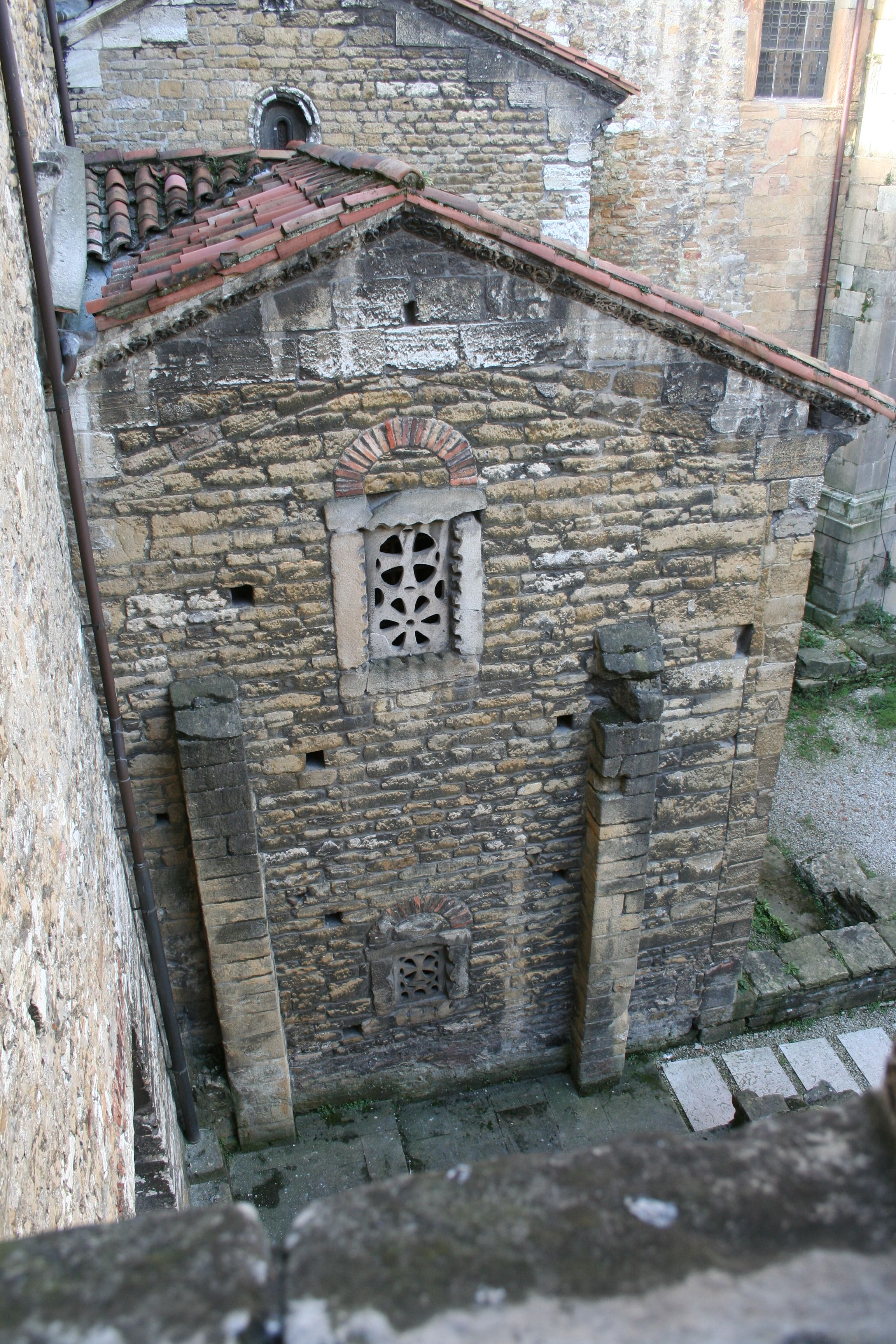
Extérieur de la sainte chambre de Sainte Léocadie
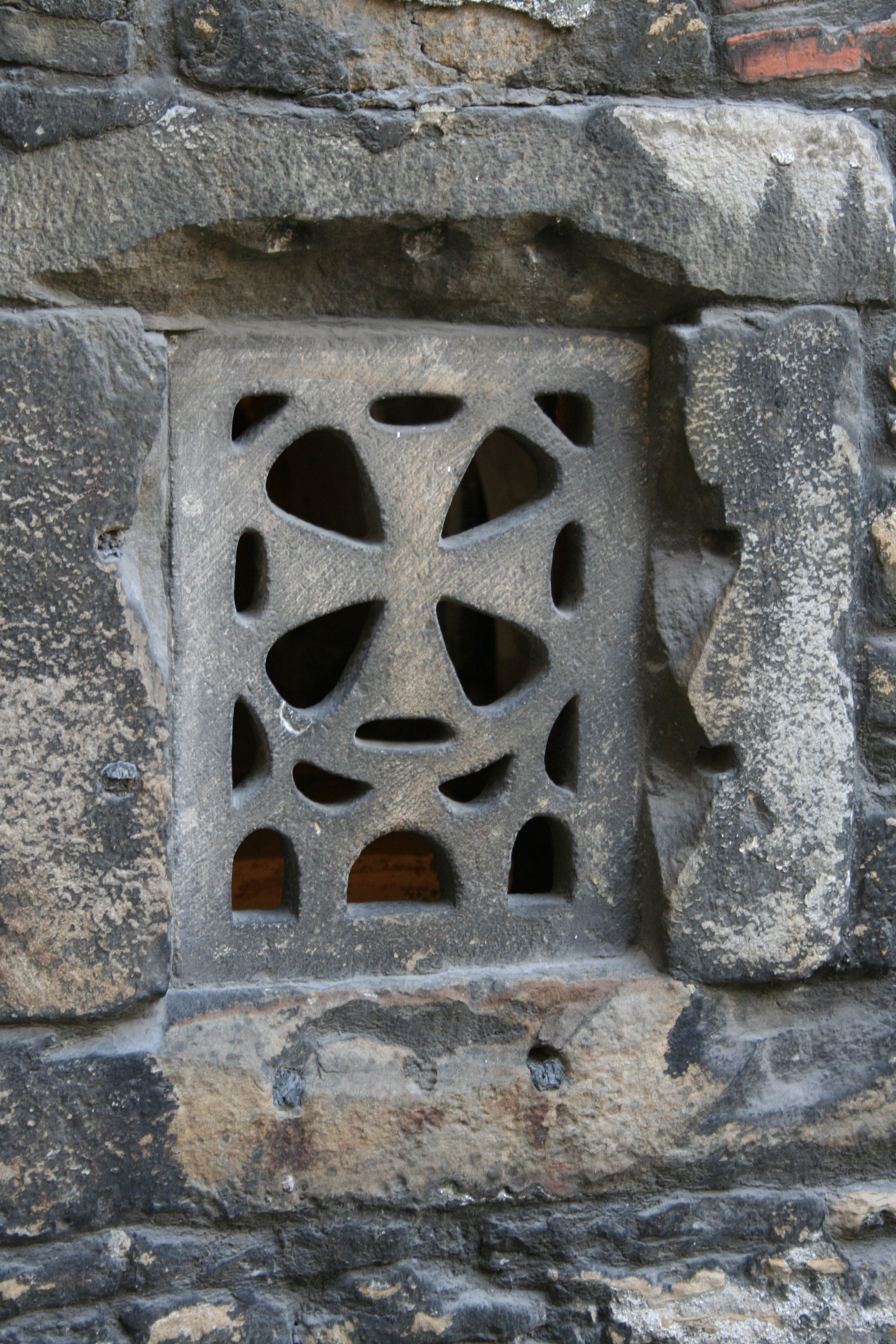
Fenêtre de la crypte de Sainte Léocadie
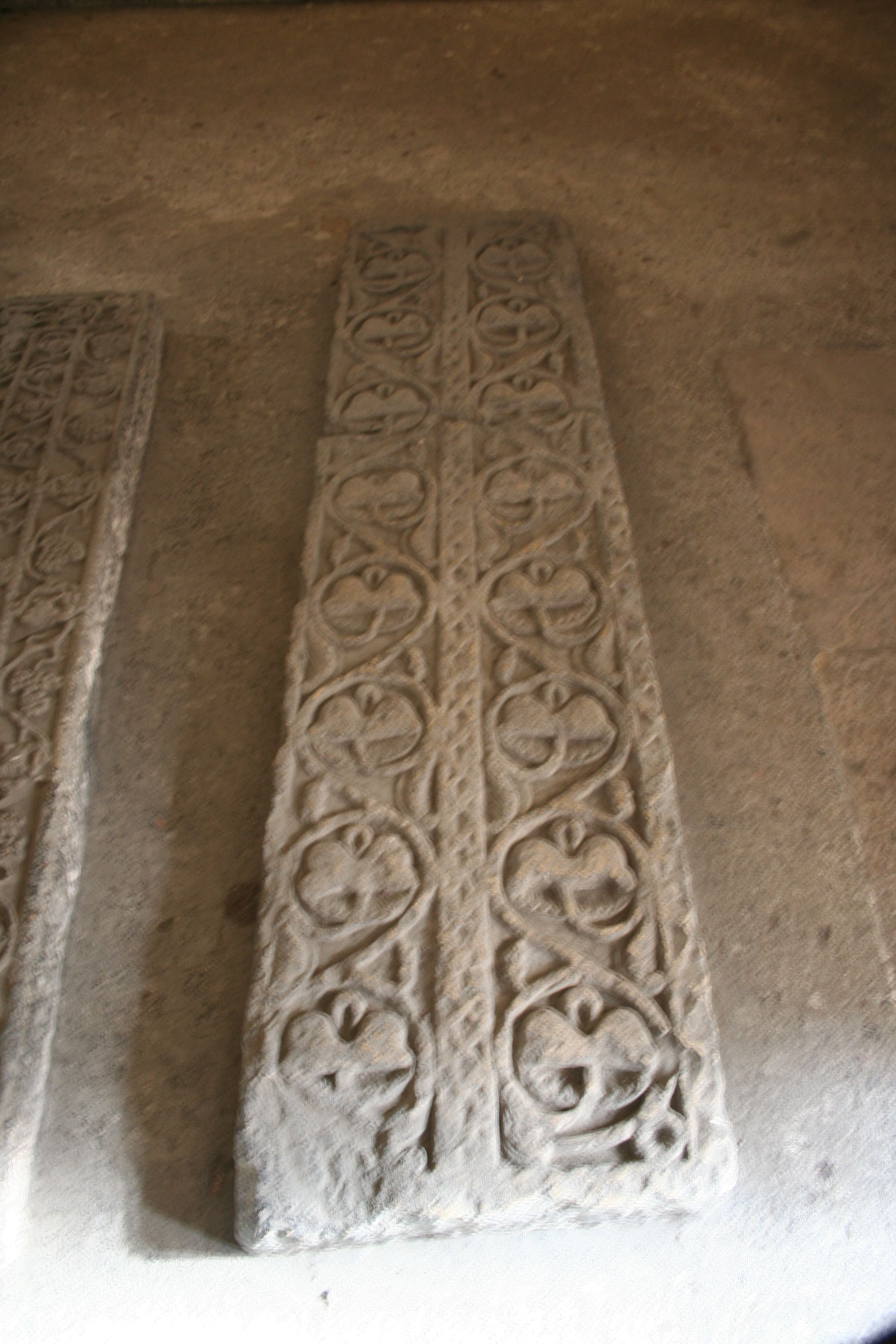
Plafond de la crypte centrale
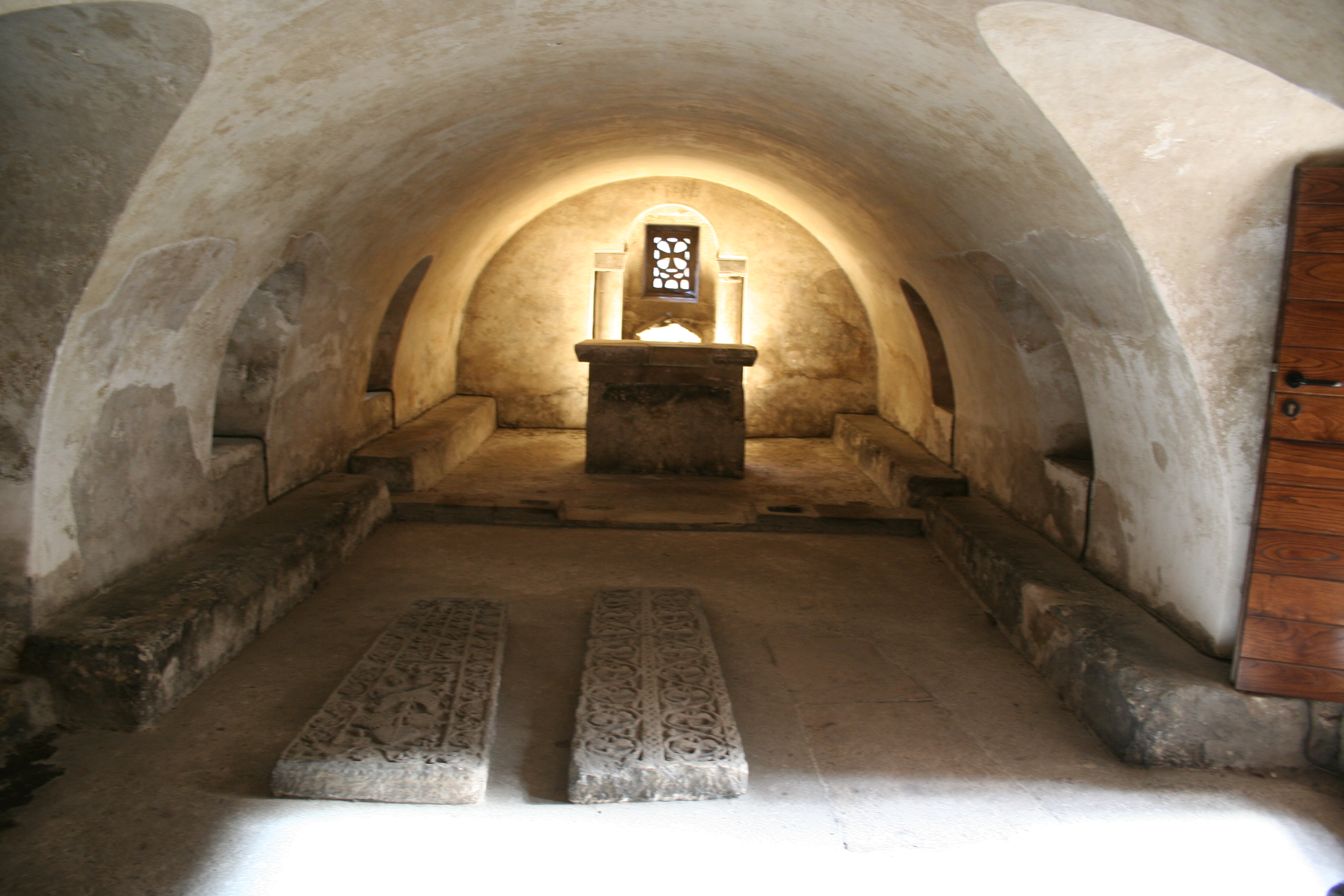
Crypte de Sainte-Léocadie (Oviedo)

Les parties les plus anciennes sont de style mudéjar de Tolède.
Au début du VIIe siècle, l'église Sainte-Léocadie fût mentionnée comme lieu de rassemblement du IVe concile de Tolède en 633, ainsi que le Ve en 636, et le VIe en 638,,.